# محوطه پلستی
محوطه پلستی مربوط به دوره اشکانیان - سده‌های میانه دوران‌های تاریخی پس از اسلام است و در شهرستان ایرانشهر، بخش بمپور، دهستان بمپور، ۱ کیلومتری جنوب غرب شهرک شهید بهشتی واقع شده و این اثر در تاریخ ۳۰ بهمن ۱۳۸۶ با شمارهٔ ثبت ۲۱۱۵۰ به‌عنوان یکی از آثار ملی ایران به ثبت رسیده است.